# Andreas Pavley
Andreas Pavley, né Henryk van Dorp de Weyer en 1886 ou 1892 à Java et mort le 26 juin 1931, est un danseur américain et directeur du Chicago Opera Ballet jusqu'en 1927.

## Biographie
Andreas Pavley  est né à Java  d'un père russe et d'une mère hollandaise. Formé par Enrico Cecchetti et Ivan Clustine à Saint-Pétersbourg, Pavley est formé dans le style impérial russe. Il étudie auprès d'Émile Jaques-Dalcroze.
Il monte en 1909 à Amsterdam une production des Créatures de Prométhée de Beethoven avec plus d'une centaine d'interprètes. Au début des années 1910, il danse avec Lili Green. En tant que « danseurs russes », ils exécutent des danses modernes « libres » pieds nus et dans des costumes en tissu transparent, inspirés par la nature et la musique de Debussy, Chopin et Ravel. Ils produisent une série de concerts de danse à Londres et aux Pays-Bas en 1910-1911 où ils présentent des thèmes orientaux et mythologiques d'une manière théâtrale. Pavley, né à Java, caractérise la perception d'avant-guerre de la danse comme une soumission ravissante à l'exotisme glamour.
En 1913, Pavley rencontre Serge Oukrainsky qui persuade Pavley de rejoindre la troupe d'Anna Pavlova.
En 1915, Pavley et Oukrainsky restent aux États-Unis, et en 1916, ils fondent le Ballet Pavley-Oukrainsky. Le ballet Pavley-Oukrainsky fait de nombreuses tournées aux États-Unis, au Mexique, à Cuba et en Amérique du Sud. Ils vont ensuite à Chicago (1916-1927) puis à Los Angeles (1927).
En 1925, Madame Rasimi, en tournée en Amérique du Sud, engage le ballet Pavley-Oukrainsky pour venir danser à Paris au Théâtre de l'Étoile. Willette Allen, Vera Elisius, Edris Milar et Evelin Chapman font partie de la troupe,,,.
Pavley et Oukrainsky passent un contrat avec le Metropolitan Opera et avec la Chicago Opera Association pour une saison. Leur  répertoire comportent une danse de Cléopâtre de Massenet, une danse de l'épée, une danse du démon sur une musique d'Anton Rubenstein. Le partenariat avec la Chicago Opera Association dure jusqu'à ce qu'Oukrainskey parte avec sa propre troupe pour une tournée en Amérique du Sud. Pavley continu une certaine forme de ballet jusqu'en 1931.
Andreas Pavley meurt mystérieusement, le 26 juin 1931, en plongeant du seizième étage de l'hôtel McCormick de Chicago. Il aurait eu des revers financiers et n'aurait pas été en mesure de répondre à la demande d'extorsion de 100 $ d'un maître chanteur . La police affirme qu'il s'agit d'un suicide, mais Oukrainsky et d'autres amis insistent sur le fait qu'il s'agit d'un accident.

## Répertoire

### A Chicago
- 1919 : danses du 3e acte de Gismonda, réglé par Pavley et Oukrainsky, 14 janvier[8].
- 1920 : Boudoir de Félix Borowski[9].
- 1921 :  Carmen avec Marie Nemeroff[10].
- 1922 : Nymphs at play de Massenet[11]
- 1922 : Victory Dance et Hymn of Joy de Louis Ganne[11].